# Achonry
Achonry (in irlandese Achadh Conaire) è una località della Repubblica d'Irlanda. Fa parte della contea di Sligo, nella provincia di Connacht.